# Pujolets
Pujolets és una masia situada al municipi de Lladurs, a la comarca catalana del Solsonès.